# Neuf-Brisach
Neuf-Brisach é uma comuna francesa na região administrativa de Grande Leste, no departamento Alto Reno. Estende-se por uma área de 1,33 km². Em 2010 a comuna tinha 1 965 habitantes (densidade: 1 477,4 hab./km²).573 hab/km².